# (4248) Ranald
(4248) Ranald (1984 HX) – planetoida z pasa głównego asteroid okrążająca Słońce w ciągu 3 lat i 182 dni w średniej odległości 2,3 j.a. Została odkryta 23 kwietnia 1984 roku.